# Anaxyelidae
Die Anaxyelidae sind eine Familie der Holzwespen. Neben zahlreichen fossilen Arten ist nur ein einziger lebender Vertreter bekannt, die Zedernholzwespe Syntexis libocedrii. Diese Art gilt daher als „Lebendes Fossil“.

## Merkmale
Die lebende Art Syntexis ist ca. 10 mm lang und schwarz mit gelber Zeichnung. Am Kopf sind die Maxillarpalpen sechsgliedrig, die Labialpalpen dreigliedrig. Die Fühler bestehen aus sechzehn langgestreckten Gliedern. Das Flügelgeäder zeichnet sich durch einige Reduktionen aus, so fehlt die Subcosta vollständig, eine große Costalzelle ist vorhanden. Die Flügel sind glasklar mit großem dunklen Flügelmal (Pterostigma). Das vordere Thoraxsegment (Prothorax) ist kurz und breit und trapezförmig nach hinten erweitert. Der Sporn an der Vorderschiene (Tibia) weist deutliche Zähne auf. Der Hinterleib ist hoch und schmal (zu den Seiten abgeflacht), der charakteristische Dorn der Holzwespen am Hinterleibsende fehlt. Das Weibchen trägt am Hinterleibsende einen relativ kurzen und kräftigen, geraden Legebohrer (Ovipositor) mit gesägter Spitze und rundem Querschnitt.

## Larve
Die Larve ist weiß gefärbt mit runder Kopfkapsel mit dreigliedriger, kurzer Antenne. In Anpassung an die Lebensweise innerhalb von Holz sind sowohl die Thorakal- wie auch die Abdominalbeine weitgehend reduziert. Am Hinterleibsende weist sie einen vorstehenden Dorn auf, der zum Abstützen beim Nagen im Holz dient.

## Lebensweise
Die Art lebt an Nadelhölzern, in deren Holz die Larven Gänge bohren. Wie bei vielen Holzwespen ist sie zur Ernährung auf symbiotische Pilze angewiesen, die das befressene Holz teilweise abbauen und damit erst für die Larve verdaulich machen. Die Art ist pyrophil und befällt ausschließlich teilweise verbrannte abgestorbene oder teilweise abgestorbene Bäume unmittelbar nach Waldbränden, die die Tiere offenbar gezielt aus großer Entfernung anfliegen. Teilweise soll die Eiablage in noch brennende oder zumindest schwelende Bäume erfolgen. Wichtigste Wirtspflanze ist die Weihrauchzeder (Caloderus decurrens), daneben liegen Angaben von einer Reihe weiterer Nadelbaumarten vor. Das Weibchen bohrt ein Ei mehrere Zentimeter tief in das Holz ein, die schlüpfende Larve frisst zwei, eventuell drei Jahre und verpuppt sich anschließend nahe der Holzoberfläche.
Die Lebensweise der fossilen Arten ist naturgemäß nicht mit Sicherheit anzugeben. Soweit bekannt, ist eine Bindung an Nadelbaumarten plausibel.

## Vorkommen
Die rezente Art lebt im Westen Nordamerikas, in den Bundesstaaten Kalifornien, Idaho und Oregon. Funde fossiler Arten liegen vor aus Russland, Kasachstan, China, Brasilien und England (Kompressionsfossilien und Abdrücke in Kalkstein) und aus Spanien (Einschlüsse in Bernstein). Funde liegen damit aus beiden Hemisphären vor, was zeigt, dass die Familie vermutlich weltweit verbreitet war.

## Systematik
Syntexis libocedrii wurde im Jahr 1915 von dem amerikanischen Entomologen Sievert Allen Rohwer entdeckt und zunächst den Halmwespen (Cephidae) zugeordnet. Der britische Entomologe Robert Bernard Benson stellte für die Art die neue Familie Syntexidae auf. Später erkannte der russische Paläontologe Alexander P. Rasnitsyn, dass der russische Entomologe Andrei Vasiljevich Martynov bereits die Familie Anaxyelidae für dieser Art entsprechende, nur fossil bekannte Arten, aufgestellt hatte.
Das fossile Material wird in vier Unterfamilien aufgeteilt:
- Syntexinae (inkl. der rezenten Art)
- Anaxyelinae
- Dolichostigmatinae
- Kempendajinae

Insgesamt sind elf Gattungen und 24 fossile Arten beschrieben worden. Funde liegen vor allem aus dem späten Jura und der frühen Kreide vor.
Über die Stellung der Anaxyelidae im System der Hautflügler besteht noch keine Einigkeit. Meist werden sie gemeinsam mit den Holzwespen (Siricidae) in einer Überfamilie Siricoidea gefasst.

## Belege
- Wolfgang Schedl: Hymenoptera, Unterordnung Symphyta: Pflanzenwespen, Handbuch der Zoologie: Arthropoda: Insecta. Band 4. Verlag Walter de Gruyter, 1991, ISBN 3110127393.
- Haichun Zhang & A.P. Rasnitsyn (2006): Two new anaxyelid sawflies (Insecta, Hymenoptera, Siricoidea) from the Yixian Formation of western Liaoning, China. Cretaceous Research 27: 279–284.
- J. Ortega-Blanco, A.P. Rasnitsyn, X. Delclos (2008): First record of anaxyelid woodwasps (Hymenoptera: Anaxyelidae) in Lower Cretaceous Spanish amber. Zootaxa 1937: 39–50.
- Boyd E. Wickman (1967): Life History of the Incense-Cedar Wood Wasp, Syntexis libocedrii ( Hymenoptera : Syntexidae). Annals of the Entomological Society of America 60(6): 1291-1295.